# خوان دييغو بوتو
خوان دييغو بوتو (بالإسبانية: Juan Diego Botto)‏ هو ممثل إسباني - أرجنتيني ولد بتاريخ 29 أغسطس 1975.

## أعماله
من أعماله هو فيلم حفلة التيس.

## روابط فنية
خوان دييغو بوتو على موقع IMDb (الإنجليزية)
- خوان دييغو بوتو على موقع روتن توميتوز (الإنجليزية)
- خوان دييغو بوتو على موقع ألو سيني (الفرنسية)
- خوان دييغو بوتو على موقع أول موفي (الإنجليزية)
- خوان دييغو بوتو على موقع قاعدة بيانات الأفلام السويدية (السويدية)
- خوان دييغو بوتو على موقع قاعدة بيانات الفيلم (الإنجليزية)
- خوان دييغو بوتو على موقع كينوبويسك (الروسية)